# ジャガー・Dタイプ
Dタイプ（D-Type ）は、イギリスの高級車メーカーのジャガーがCタイプの後継として1954年から1957年にかけて販売したスポーツカーである。

## 概要

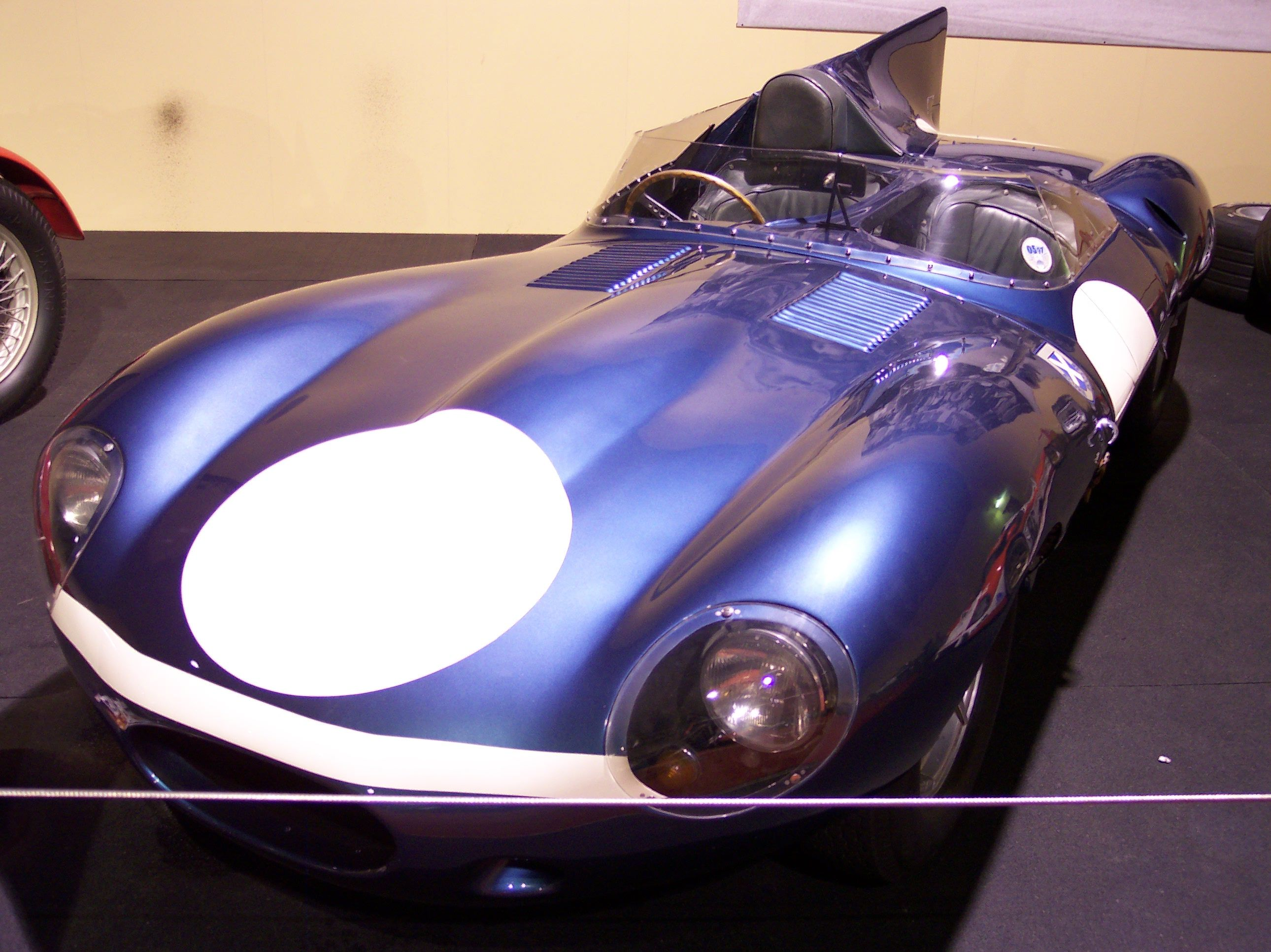
ロングノーズDタイプ

ル・マン24時間レースにおいて1951年と1953年に優勝したジャガー・Cタイプの後継モデルとして1954年に発表された。
基本メカニズムはCタイプの発展形であり、さらに戦闘力が引き上げられていた。外観は通称ロングノーズと呼ばれるモデルとショートノーズと呼ばれるモデルの2タイプある。いずれもCタイプと同様マルコム・セイヤーズが風洞実験を繰り返して作り上げた流麗なデザインをしている。外観上多くのモデルの運転席後方につけられたフィンが特徴的であり、長時間に及ぶル・マン24時間レースにおいて直進性を高めるのに寄与したとも言われる。

なお、ロードゴーイングバージョンとして作られたXKSSというモデルも存在する。

### エンジン
3.4リッターの直列6気筒DOHCで、Cタイプよりもかなり高度にチューニングされ、初期モデルで250hpを発生した。1955年にはエンジンヘッドおよび給排気マニフォールドが変更を受け、270hpにまで出力が引き上げられている。いずれもドライサンプ化され、車自体の重心を下げることに成功している。

### ボディー
オールアルミで、中心部がモノコックである。当時の新技術を駆使して作られたボディーはCタイプのそれよりも軽量に仕上がっており、車両重量はCタイプと同じく1,016kgに抑えられている。

### その他
ダンロップ製のアルミニウムアロイホイールを装着し、ブレーキはこちらもダンロップ製の4輪ディスクブレーキを搭載していた。4輪ディスクブレーキを搭載した車はこのDタイプが初めてである。4速マニュアルトランスミッション。

## Dタイプの歴史

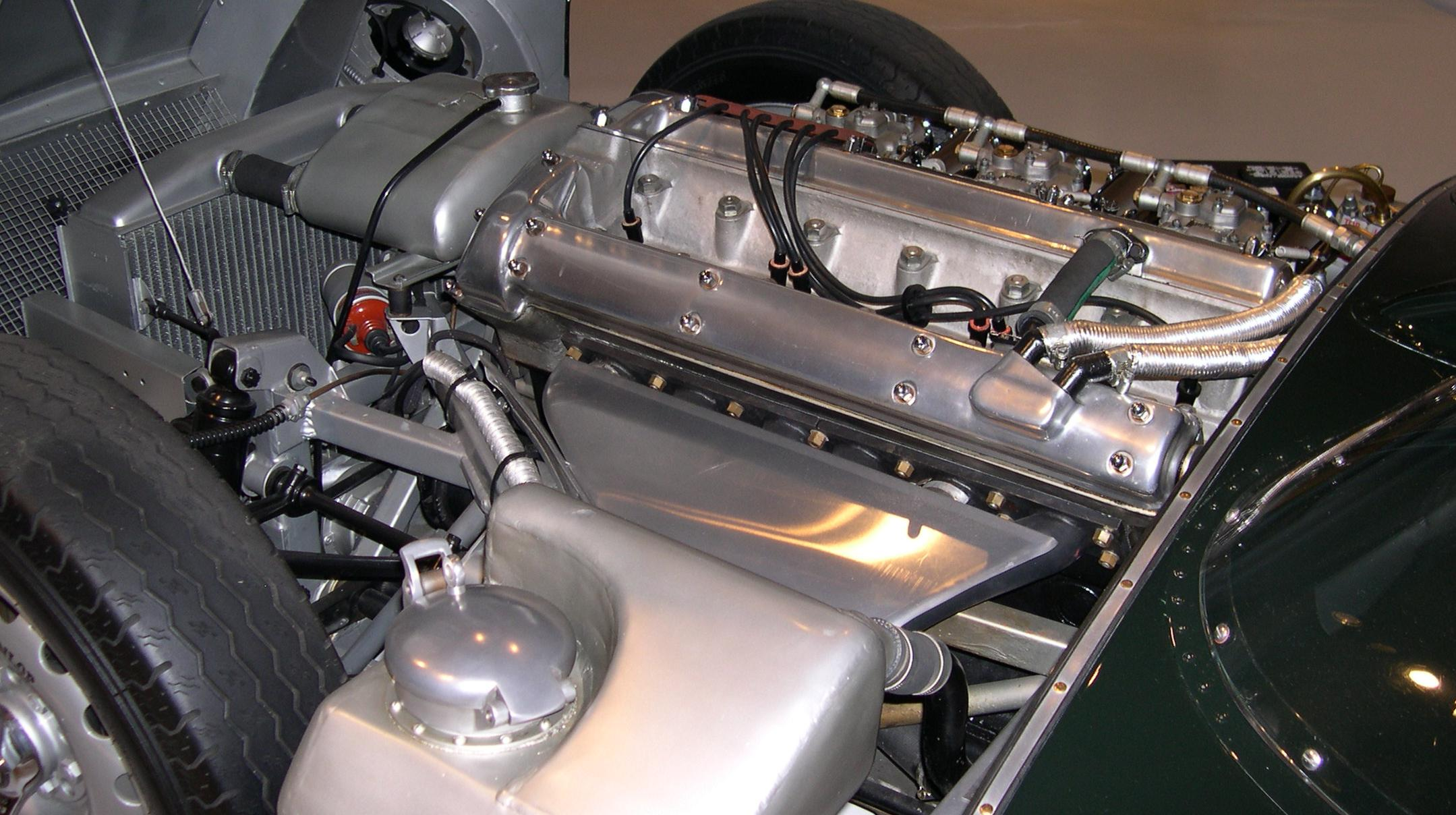
エンジン

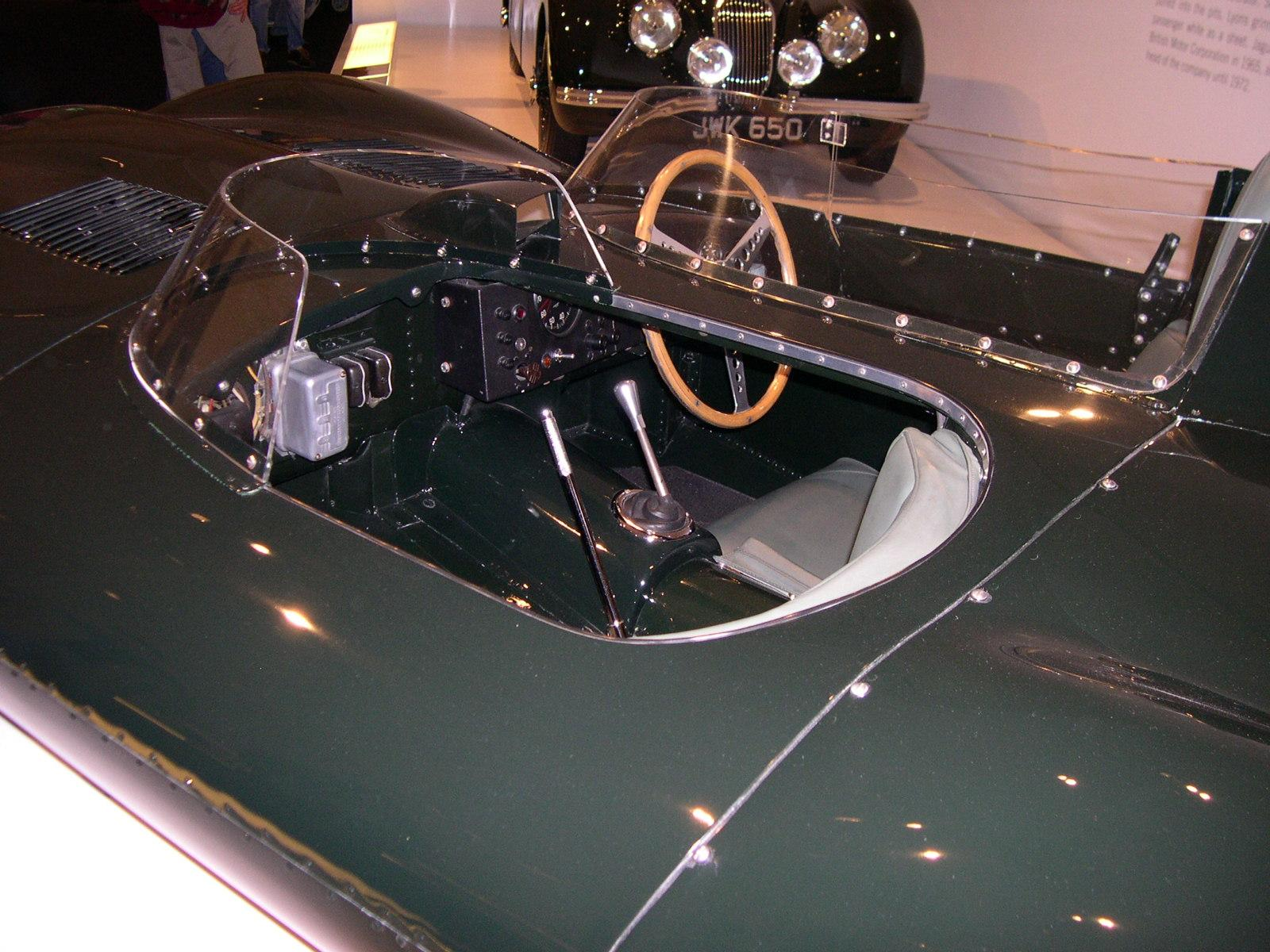
内装

- 1954年 - 発表。ル・マン24時間レースに参戦するもトラブルでリタイア。ただしユーノディエール・ストレートでの最高速を記録し、戦闘力の高さを印象付けた。
- 1955年 - 構造的な変更を受ける。ボディ前半部は重量と剛性の問題より、マグネシウム合金からニッケル合金になった。また、レースでの空力特性を意識してフロントオーバーハングを若干延長したロングノーズタイプが作成された。テール部のフィンの形状も見直された。エンジンもヘッド、給排気マニフォールドに変更を受け、出力が向上し、この年のル・マン24時間レースにて優勝した。
- 1956年 - エンジンがルーカス製インジェクションを備えたものに変更された。足回りにアンチロールバーが追加されたり、ボディーが軽量化されたりと、さらに戦闘力を引き上げる変更が行われ、ル・マン24時間レースに連勝した。またこの年の暮れにXKSSの生産が開始された。
- 1957年 - コヴェントリー工場を襲った火事により、生産中のDタイプ、XKSSとともに治具がすべて焼失。生産続行不可能となり、生産が終了した。しかしル・マン24時間レースへの出場は果たし、3年連続優勝を手中にした。

## 生産台数・当時の販売価格
Dタイプは68台が製作された。当時の価格は3878ポンドでCタイプよりもさらに高価だった。